# Samuel Siegfried Karl von Basch

Samuel Siegfried Karl von Basch

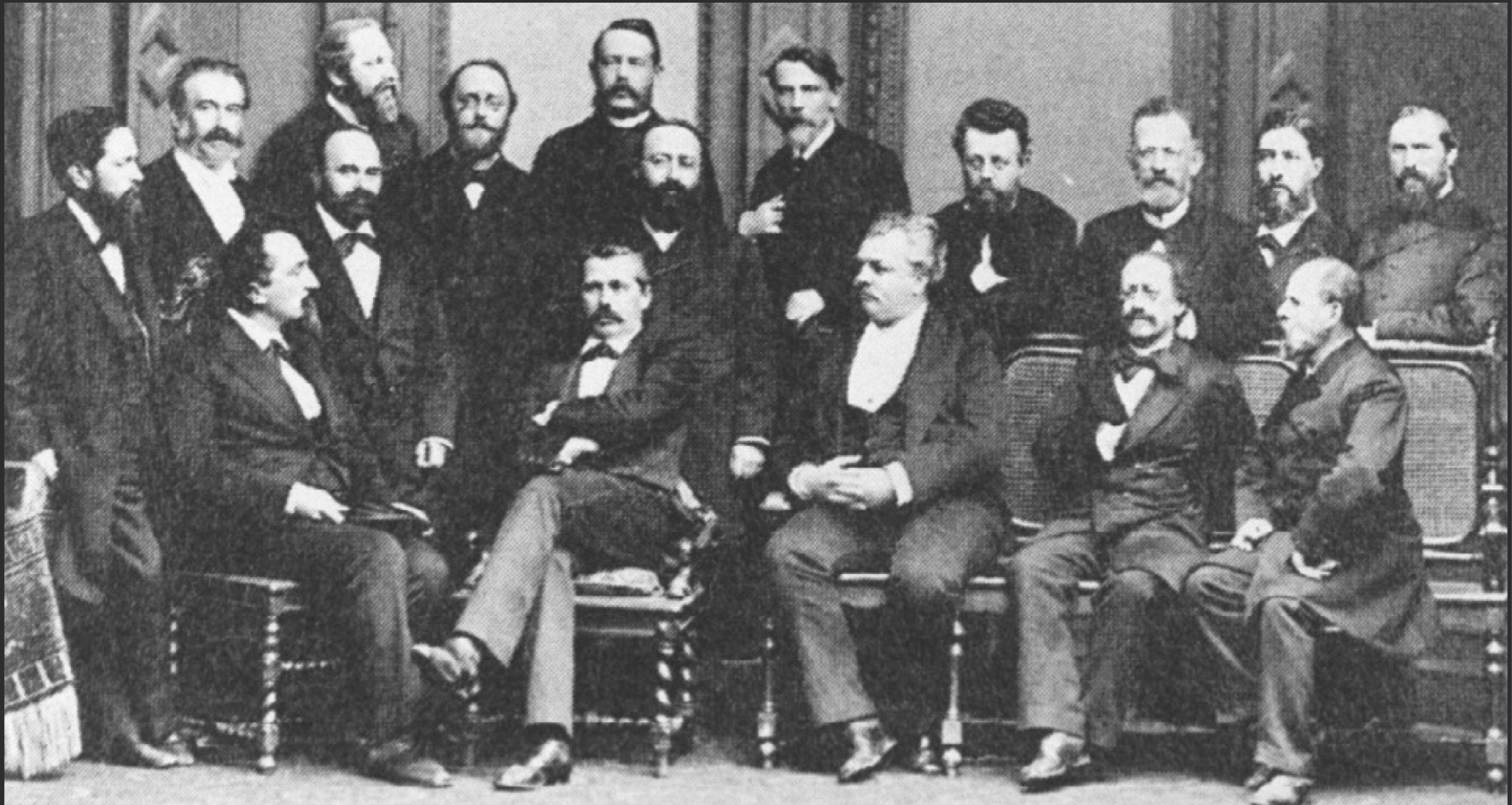
Die Abteilungsvorstände der Allgemeinen Poliklinik in Wien um 1885.
Von links, sitzend:
Alois Monti, Johann Schnitzler, Robert Ultzmann, Jakob Hock, Samuel Siegfried Karl von Basch;
von links stehend:
August Leopold von Reuss, Emil Stoffella, Wilhelm Winternitz, Leopold Oser, Anton von Frisch, Hans von Hebra, Ludwig Fürth, Moriz Benedikt, Viktor Urbantschitsch, Max Herz, Anton Wölfler, Ludwig Bandl

Samuel Siegfried Karl Basch, ab 1869 Ritter von Basch und auch Siegfried (Samuel) Carl Ritter von Basch, (* 9. September 1837 in Prag; † 25. April 1905 in Wien) war ein österreichischer Arzt, Pathologe und Physiologe. Er war insbesondere mit der Erforschung des Blutdrucks befasst und entwickelte ein Sphygmomanometer.

## Familie
Er war jüdischer Herkunft, Sohn des Kaufmanns Philipp Basch und mit Adele Frankl verheiratet. Aus der Ehe stammen zwei Töchter.

## Ausbildung und Beruf
Die Gymnasialzeit und die ersten drei Semester des Medizinstudiums absolvierte er in seiner Geburtsstadt Prag. Vom Wintersemester 1857 bis zum Sommersemester 1859 setzte er die weitere Ausbildung in Wien fort. Schon während der Studienzeit zeigte er Interesse an einer akademischen Karriere und wollte pathologischer Anatom werden. 1857 fand Basch eine Arbeitsmöglichkeit im Laboratorium des Physiologen Ernst Wilhelm von Brücke, wo er sich mit Fragen der vergleichenden Anatomie und Histologie sowie der pathologischen Histologie beschäftigte. Bereits ein Jahr später erschien seine erste Arbeit Über das chylopoetische und uropoetische System der Blatta orientalis. Nach der Promotion am 15. Juli 1862 arbeitete er bis 1865 als Assistent und Sekundärarzt in verschiedenen Abteilungen des Wiener Allgemeinen Krankenhauses (bei Eduard Jäger von Jaxtthal, Leopold von Dittel, Ludwig Türck und Alexander Kolisko).

## Leibarzt von Kaiser Maximilian von Mexiko
Friedrich Semeleder (1832–1901) war von Erzherzog Ferdinand Maximilian von Österreich (Maximilian von Mexiko; 1832–1867), dem designierten Kaiser von Mexiko, als Leibarzt bestimmt worden und sollte diesen nach Übersee begleiten. Vorher wollte sich Semeleder noch mit der Technik der Mikroskopie vertraut machen, Basch wurde als Lehrer empfohlen. Nach den Vorstellungen des Kaisers sollte Semeleder in Mexiko medizinische Lehrstühle einrichten, den Lehrstuhl für pathologische Anatomie bot er bei dieser Gelegenheit Basch an, und am 10. Februar 1866 übernahm dieser das Amt eines Kommandanten des Militärhospitals in Puebla. Hier behandelte er vor allem Ruhrerkrankungen. Nachdem Semeleder im September 1866 seine Stellung als kaiserlicher Leibarzt aufgegeben hatte, rückte Basch in diese Position nach. Darüber hinaus wurde er zum Chronisten der Ereignisse bis zur Gefangennahme des Habsburgers nach der Belagerung von Queretaro im Mai 1867 und teilte sechs Wochen Haft mit seinem Kaiser. Maximilian von Mexiko wurde am 19. Juni 1867 von Soldaten des Benito Juarez standrechtlich erschossen. Im November kehrte Basch auf der Fregatte Novara mit der Leiche des Kaisers nach Europa zurück und unterrichtete Franz Josef I. über das Schicksal seines Bruders sowie das Ende des mexikanischen Abenteuers. Man belohnte Basch mit der Erhebung in den Ritterstand und einer Pension aus dem Nachlass des Kaisers.
Zurück in Wien führte Basch abwechselnd in den Wiener Laboratorien von Brücke und Salomon Stricker experimentelle Studien durch, übte sich in der Technik der Kymographie, entwarf und baute die notwendigen Apparaturen und Instrumente. Ab 1869 arbeitete er in der Sommersaison regelmäßig als Badearzt in Marienbad, um sich die nötigen Mittel für seine wissenschaftlichen Forschungen zu verschaffen.
1870 habilitierte er sich und wurde Privatdozent der experimentellen Pathologie und ab 1873 ließ er sich in Leipzig mehrfach am physiologischen Institut von Carl Ludwig in die neuesten Experimentaltechniken einführen. 1878 erhielt Basch die außerordentliche Professur. Vorstöße Baschs, ein eigenes Laboratorium in Wien zu bekommen, fanden zunächst kaum Unterstützung. Enttäuscht von Wien, ging er nach Berlin und fand dort freundliche Aufnahme am physiologischen Institut Hugo Kroneckers. Dort entwickelte er 1880 das erste brauchbare Blutdruckmessgerät. 1881 wurde Basch als Vorstand einer internen Abteilung an der Poliklinik des Wiener Allgemeinen Krankenhauses zugelassen. Endlich bekam auch sein Laboratorium eine jährliche Unterstützung von 200 Gulden und er wurde im Jahr 1900 ordentlicher Professor. 1904 gab er die ärztliche Praxis in Marienbad auf und widmete sich nur noch der Arbeit im Laboratorium.
Im Jahr 1955 wurde in Wien-Donaustadt (22. Bezirk) die Baschgasse nach ihm benannt.

## Leistung
1869 erschien eine anatomisch-klinische Abhandlung Baschs über die Dysenterie, die so viel Neues enthielt, dass Rudolf Virchow sich veranlasst sah, Basch als „Mitbegründer der Bakteriologie“ zu bezeichnen.

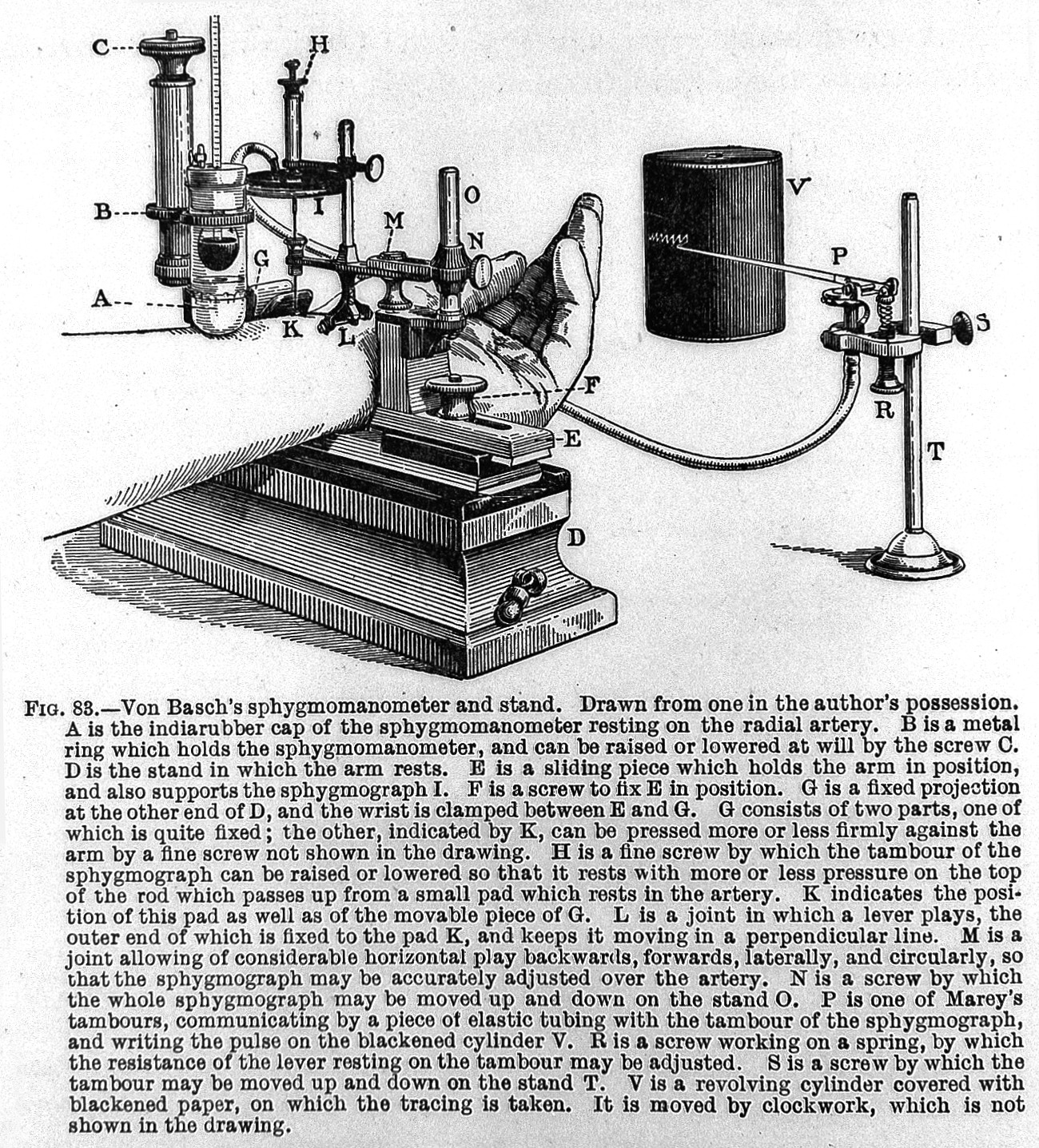
Sphygmomanometer nach Basch

Basch war vor allem auf dem Gebiet der experimentellen Pathologie im Tierversuch erfolgreich. Schwerpunkte seiner Arbeiten waren die Kreislaufphysiologie sowie die Puls- und Blutdruckmessung. Er führte um 1880/1881 Untersuchungen mit dem von ihm entwickelten Sphygmomanometer durch und legte die normale Arterienspannung zwischen 135 und 165 mm Quecksilbersäule fest. Er beschäftigte sich außerdem mit den Wirkungen des Nikotins und der Physiologie und Pathologie der Darmbewegungen. Basch war Pionier und Schöpfer der Kreislaufphysiologie: Er begründete die Methode der klinischen Blutdruckmessung und benutzte diese auch dazu, normale und pathologische Kreislaufverhältnisse zu untersuchen. Im Tierexperiment bestimmte Basch den Druck im linken Vorhof, ein Schritt zur Klärung der Funktion des kleinen Kreislaufs, beschäftigte sich mit der Herzarbeit (1877) und leistete auch einen Beitrag zur Frage der kardialen Dyspnoe (1888) und führte die Begriffe Nutzeffekt der Herz- bzw. Atemarbeit sowie Hyperpnoe in die Kreislauflehre ein.
Basch entwarf ein Pelottenmanometer, das mit einem Fixationsapparat kombiniert werden konnte, um Fehler bei ungenauem Aufsetzen des Instrumentes auf die Radialarterie zu vermeiden. 1883 stellte Basch ein transportables, zur ambulanten Blutdruckmessung gedachtes Metall-Sphygmometer vor, das nach dem Prinzip des Aneroidbarometers eine gewellte Metallkapsel benutzte, auf die der von der mit Wasser gefüllten Pelotte kommende Druck übertragen wurde. Diese Konstruktion entstand aus dem Bedürfnis heraus, auch am Krankenbett ein verlässliches Instrument zur Beurteilung der Kreislauffunktion zur Verfügung zu haben. 1900 beschrieb Basch ein Gerät zur Messung des Kapillardrucks.

## Schriften (Auswahl)
Aufsätze
- Anatomische und klinische Untersuchungen über Dysenterie. In: Virchows Archiv für pathologische Anatomie und Physiologie. Band 45, 1869, S. 204.
- Über die Messung des Blutdruckes am Menschen. In: Zeitschrift für Klinische Medizin. Band 2, 1880, S. 79–96.
- Ein verbesserter Sphygmo- und Cardiograph. In: Zeitschrift für Klinische Medizin. Band 2, 1880, S. 654.
- Einige Ergebnisse der Blutdruckmessung an Gesunden und Kranken. In: Zeitschrift für klinische Medizin. Band 3, 1881, S. 502–526.
- Ein Metall-Sphygmomanometer. In: Wiener Medizinische Wochenschrift. Band 33, 1883, S. 673.
- Der Sphygmomanometer und seine Verwerthung in der Praxis. In: Berliner Klinische Wochenschrift. Band 24, 1887, S. 179, 206, 224, 244 und 987.
- Kapillarmanometer. In: Wiener Klinische Rundschau. Band 14, 1900.

Monographien
- Allgemeine Physiologie und Pathologie des Kreislaufes. Hölder Verlag, Wien 1892.
- Über Herzkrankheiten bei Arteriosklerose. Springer, Berlin 1900.
- Erinnerungen aus Mexico. Geschichte der letzten Monate des Kaiserreichs. Duncker & Humblot, Leipzig 1868.